# Dahab
Dahab (arabisch دهب, DMG dahab) ist eine ägyptische Stadt im Gouvernement Dschanub Sina.
Das ehemalige Fischerdorf im Süden der Sinai-Halbinsel in Ägypten hat sich zu einem beliebten Urlaubsort entwickelt. Im Jahr 2006 lebten in der Stadt etwa 5000 Beduinen und ca. 700 Ausländer. 
Die 1989 an der südlichen Strandpromenade freigelegten Grundmauern gehören zu einem Leuchtturm und werden zwischen dem 1. und dem 2. Jahrhundert v. Chr. datiert. Der antike angeschlossene nabatäische Hafen (siehe auch Petra (Jordanien)) lag an der alten Handelsroute und diente als Lagerstätte für Handelswaren der kaufmännischen Stadt Maqnah gegenüber dem heutigen Dahab auf der saudi-arabischen Seite.

## Geographische Lage
Dahab liegt auf einem schmalen Küstenstreifen am Roten Meer. Unmittelbar im Westen erhebt sich das Sinai-Hochland, östlich von Dahab erstreckt sich der Golf von Akaba. Der größere Ferienort Scharm asch-Schaich liegt etwa 80 km südlich.

## Tourismus
Von Beginn der 1980er bis Ende der 1990er Jahre war Dahab ein Treffpunkt von Individualtouristen. Lange galt Dahab auch als Hangout dem Hippietourismus als Enklave. Seit dem Anschluss des Sinais an das Stromnetz Ägyptens und dem Ausbau des Flughafens Scharm asch-Schaich änderte sich jedoch auch Dahab grundlegend. Überall wurden und werden große Hotelanlagen gebaut. Das bereits seit 2003 teilgefertigte Straßennetz lässt die geplanten Ausmaße des zukünftigen Massentourismus relativ gut erahnen. So zum Beispiel ist die noch 2001 nahezu unbebaute und unbefestigte Uferstrecke zwischen Dahab und dem Blue Hole heute teilweise bis zum Tauchplatz Canyon asphaltiert.
Obgleich es in Dahab heute inzwischen über 100 Hotels und rund 50 Tauchbasen gibt, ist der Ort noch weniger überlaufen als seine südliche Nachbarstadt Scharm asch-Schaich.
- Dahab ist vor allem bekannt für seine durchgängig vom Ufer aus zugänglichen Tauchplätze. Innerhalb von 30 Fahrminuten mit dem Jeep sind rund 20 schöne Gebiete erreichbar. Die Riffe fallen zumeist steil auf eine Tiefe von bis zu 900 Metern ab.
- Auch unter Surfern hat Dahab durch seine ganzjährig starken Winde einen sehr hohen Stellenwert erlangt. Beliebt sind vor allem Windsurfen, weniger aber Kitesurfen.
- In Dahab gibt es zahlreiche Yoga-, Meditations-, Massage- und Selbstfindungs-Angebote, vermutlich ein Überbleibsel aus der wilden Zeit der 1980–90er Jahre.
- Die unter freiem Himmel entlang der Küste liegenden Restaurants bieten in teils romantisch-gemütlichem Ambiente ägyptische und Meeres-Spezialitäten an.
- Durch seine zentrale Lage an der Ostküste des Sinai ist Dahab zudem ein idealer Ausgangspunkt für Ausflüge und Safaris im Landesinneren und entlang der Küste.
- Von Dahab aus fährt man etwa 2 Stunden zum Sinaiberg und dem Katharinenkloster, einem der ältesten christlichen Klöster der Welt.
- Etwa 60 km ab Dahab liegt an der Hauptroute eine malerische Oase, namens Ain Khudra.

## Tauchsport

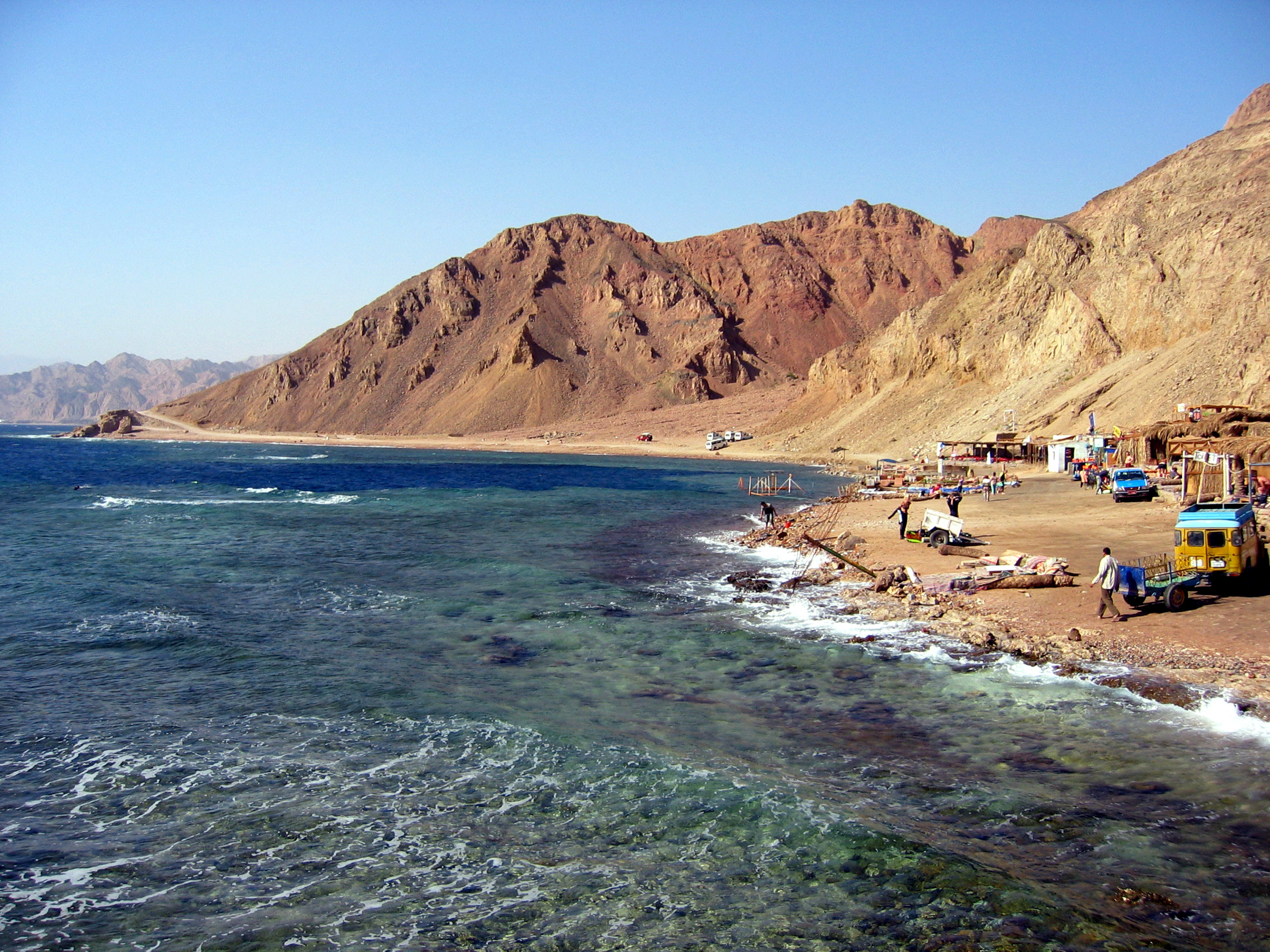
Küstensaumriff nördlich von Dahab am Tauchplatz „Blue Hole“

Dahab ist bei Sporttauchern sehr beliebt. Der gegenüber anderen Badeorten Ägyptens verzögerte Tourismus-Boom bescherte Dahab bis Ende der 1990er Jahre besonders gut erhaltene Riffe mit sehr schönen Korallen. Leider hat der danach einsetzende Massentourismus viele Korallen zerstört, so dass der Anteil an toten Korallen inzwischen gute 20 % erreicht haben dürfte (allerdings schneiden Hurghada und Scharm asch-Schaich weitaus schlechter ab).
Beliebte Tauchspots sind der „Canyon“, die „Islands“, „Oasis“, die „Bells“ und die „Golden Blocks“. Besonders bekannt ist der Tauchspot „Blue Hole“, der als einer der berühmtesten der Welt gilt. Als außergewöhnlich tiefer und strömungsarmer Spot (110 m, außen 201 m) wird er von Apnoetauchern und Tec-Tauchern hoch geschätzt.
1998 wurde von der Universität Stuttgart erstmals ein Riff-Check am Hausriff der InMo-Tauchbasis im südlichen Teil von Dahab durchgeführt. Die Untersuchung stand unter der Leitung von Franz Brümmer, Vorsitzender des Verbandes Deutscher Sporttaucher von 2003 bis 2019.
Als eines der Ergebnisse ergab sich an der 72 m entfernten Riffkante bei einer Transekte in 3 m Tiefe, dass das Substrat zu 68 % von Stein- und Feuerkorallen, zu 13 % von Weichkorallen und zu 13 % von toten Korallen bedeckt war. Der unbedeckte Rest bestand aus Fels- und anderem Gestein. Bei den Steinkorallen fand man mit 54 % die Gattung Porites als den dominierenden Anteil, gefolgt von Acropora 25 % und Pocillopora  3 %. Der Anteil der Gattung Millepora (zwar auch Nesseltiere aber keine Steinkoralle, sondern zu den Hydrozoa gehörend) betrug 18 %. Soweit möglich wurden die Weichkorallen nach Gattungen unterschieden, wobei Lobophytum 23 %, Sinularia und Lithophyton je 15 % erhielten.

## Terroranschläge vom 24. April 2006
Am 24. April 2006 gegen 19:15 Uhr Ortszeit wurde in Dahab ein Terroranschlag verübt, bei dem drei Splitterbomben gezündet wurden. Die erste detonierte an einer belebten Kreuzung vor dem Supermarkt Ghazala gegenüber der Polizeistation. Zwei weitere Bomben explodierten kurze Zeit später, nachdem die Menschen zu der neuerbauten Brücke zwischen den beiden Ortsteilen Dahabs flohen, direkt am Brückenaufgang. Zu dieser Tageszeit sind diese drei Punkte die belebtesten Stellen Dahabs.
Bei dem Anschlag verloren 25 (Quellen vor Ort sprechen von 35) Menschen, hauptsächlich Ägypter, das Leben. Zahlreiche weitere Personen wurden schwer verletzt. Ähnliche Anschläge hatte es jedoch bereits im Oktober 2004 im ägyptischen Taba und im Juli 2005 in Scharm asch-Schaich gegeben. Die israelische Antiterrorbehörde hatte bereits im Oktober 2005 in einer Terrorwarnung für den Sinai alle israelischen Staatsbürger zum Verlassen der Halbinsel aufgefordert. Die Täterschaft ist bis heute nicht geklärt.
Eine schlichte offizielle Erinnerungstafel auf Arabisch und einige private Tafeln am südlichen Brückenaufgang erinnern an dieses Verbrechen.